# Kisvárda FC
Der Kisvárda Futball Club ist ein ungarischer Fußballverein aus Kisvárda.

## Geschichte
Der Verein wurde 1911 gegründet. 2016 spielte die Mannschaft erstmals in der Nemzeti Bajnokság II. 2018 stiegen sie in die Nemzeti Bajnokság auf. Nach einem schlechten Saisonstart konnte sich die Mannschaft etablieren und erreichte auf Anhieb den Klassenerhalt, wo dieses Ziel auch in den darauffolgenden zwei Spielzeiten erreicht wurde. Dabei belegte Kisvárda in der Saison 2020/21 den 5. Platz, seine beste Platzierung in der Klubgeschichte. Diese Platzierung wurde allerdings in der nächsten Saison 2021/22 übertroffen, als er Vizemeister wurde und damit erstmals in einem europäischen Wettbewerb, nämlich der UEFA Europa Conference League, teilnahm. Dort schlug man erst den FK Qairat Almaty aus Kasachstan und schied dann in der 3. Qualifikationsrunde gegen Molde FK aus.

## Europapokalbilanz
| Saison  | Wettbewerb                    | Runde                  | Gegner           | Gesamt | Hin     | Rück    |
| ------- | ----------------------------- | ---------------------- | ---------------- | ------ | ------- | ------- |
| 2022/23 | UEFA Europa Conference League | 2. Qualifikationsrunde | FK Qairat Almaty | 2:0    | 1:0 (A) | 1:0 (H) |
| 2022/23 | UEFA Europa Conference League | 3. Qualifikationsrunde | Molde FK         | 2:4    | 0:3 (A) | 2:1 (H) |

Gesamtbilanz: 4 Spiele, 3 Siege, 1 Niederlage, 4:4 Tore (Tordifferenz ±0)